# Благоєвська група
Благо́євська гру́па — одна з перших марксистських соціал-демократичних груп Російської імперії. Створена в 1883-1884 Дмитром Благоєвим у Петербурзі під назвою «Партія російських соціал-демократів». Крім нього до складу групи входили П. Латишев, В. Благонравов, Орест Говорухін, В. Харитонов та ін. Благоєвська група поклала початок систематичній пропаганді марксизму в політичному центрі країни — Петербурзі.
Вбачаючи в робітничому класові головну революційну силу суспільства, група пропагувала створення робітничої соціал-демократичної партії, заснувала 15 робітничих гуртків і бібліотеку нелегальної літератури. Благоєвська група встановила зв'язки з групою «Визволення праці», революційними гуртками Москви, Казані та інших міст, організувала видання першої соціал-демократичної газети в Росії — «Рабочий» (вийшло два номери). На програмі групи ще позначався вплив народництва і лассальянства. У 1887 Благоєвська група була розгромлена поліцією і припинила свою діяльність.